# Ленинский (Лабинский район)
Ленинский — упразднённый хутор в Лабинском районе Краснодарского края России. На момент упразднения входил в состав Чамлыкского сельского округа. В 1998 году хутор включён в состав станицы Чамлыкская и исключён из учётных данных.

## География
Располагался на левом берегу реки Чамлык, ныне юго-западная часть станицы Чамлыкская.

## История
По всей видимости населённый пункт возник в 1930-е годы как сельскохозяйственная артель.
Постановлением заксобрания Краснодарского края от 26 июня 1998 года № 918-П хутор включён в состав станицы Чамлыкская и исключён из учётных данных.